# Glomera bambusiformis
Glomera bambusiformis är en orkidéart som beskrevs av Rudolf Schlechter. Glomera bambusiformis ingår i släktet Glomera och familjen orkidéer. Inga underarter finns listade i Catalogue of Life.